# Peter Kurz (Politiker, 1962)

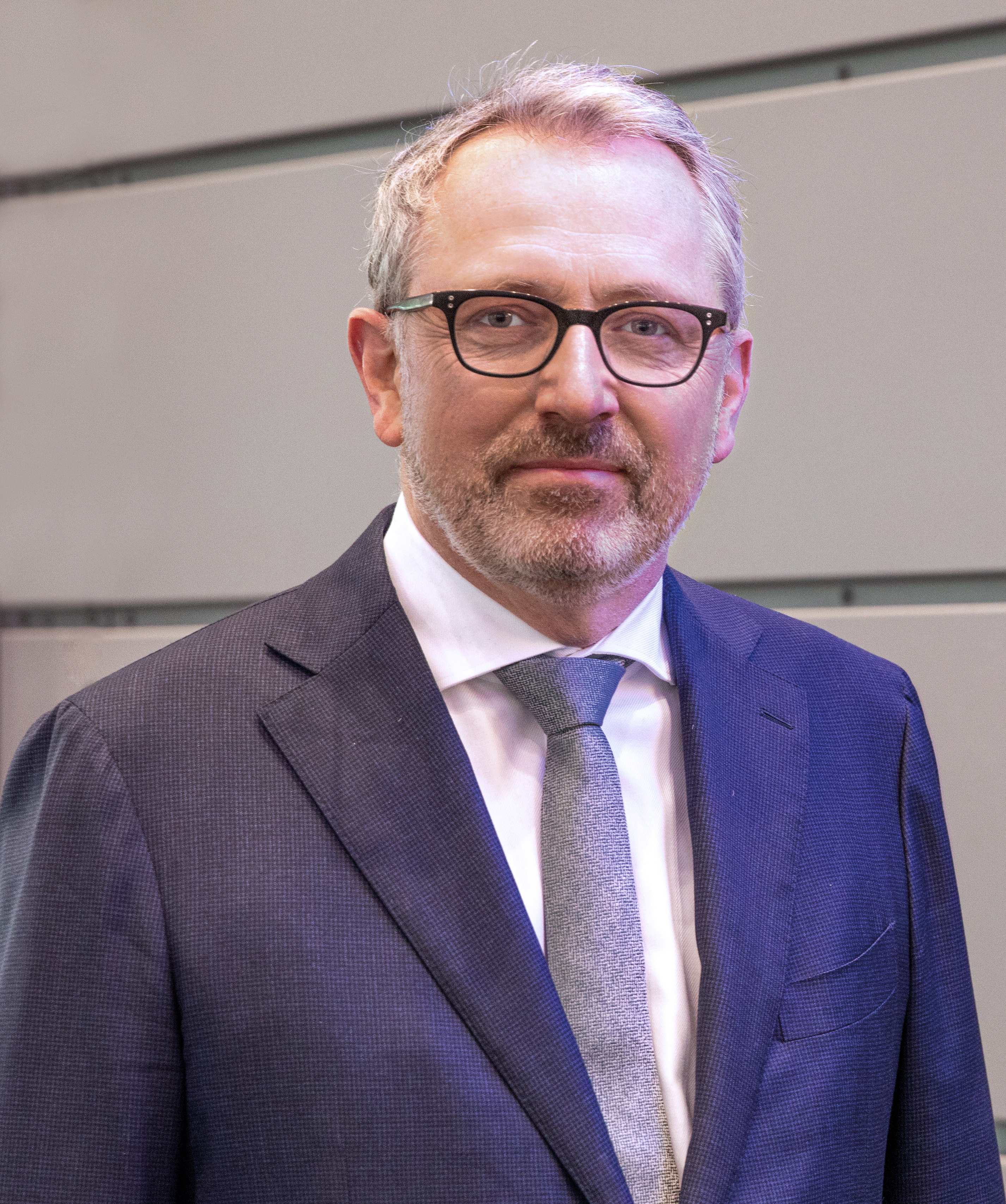
Peter Kurz, 2021

Peter Kurz (* 6. November 1962 in Mannheim) ist ein deutscher Politiker (SPD). Er war von 2007 bis 2023 Oberbürgermeister von Mannheim.

## Leben
Peter Kurz besuchte das Tulla-Gymnasium in Mannheim. Von 1983 bis 1989 studierte er Rechtswissenschaften an den Universitäten in Mannheim und Heidelberg und absolvierte 1989 sein 1. Staatsexamen. Anschließend arbeitete er als Referendar in Mannheim (Amts- und Landgericht, Staatsanwaltschaft, Verwaltungsgerichtshof, Rechtsanwaltskanzlei), Speyer (Hochschule für Verwaltungswissenschaften), Heidelberg (Finanzamt) und San Diego (Rechtsanwaltskanzlei). 1992 absolvierte er dann sein 2. Staatsexamen und wurde Assistent am Lehrstuhl für Bürgerliches Recht, Handels- und Wirtschaftsrecht an der Universität Mannheim. 1994 wurde Peter Kurz Richter am Verwaltungsgericht Karlsruhe. Ein Jahr später promovierte er. Peter Kurz ist verheiratet und hat zwei Kinder, einen Sohn und eine Tochter.

## Politik
Kurz trat als Schüler in die SPD ein und engagierte sich bei den Jusos. Von 1984 bis 1989 war er Bezirksbeirat der Schwetzingerstadt/Oststadt in Mannheim, danach bis 1999 Stadtrat in Mannheim und Mitglied in verschiedenen Aufsichtsräten. 1985 gründete Peter Kurz den Verein „Biotopia“, den er bis Anfang 1999 geführt hat. Anfang 1994 übernahm Kurz den Vorsitz der SPD-Gemeinderatsfraktion und übte das Amt bis 1999 aus. 1995 wurde er Mitglied des SPD-Landesvorstands in Baden-Württemberg (bis 2005). Das Amt des hauptamtlich tätigen Bürgermeisters für Bildung, Kultur und Sport in Mannheim trat Kurz 1999 an. Während seiner Amtszeit als Bildungsbürgermeister wurde die Einrichtung der ersten Ganztagsgrundschule in Mannheim beschlossen. Am 17. Juni 2007 wurde Peter Kurz als Nachfolger von Gerhard Widder (SPD) zum Oberbürgermeister gewählt. Er trat das Amt am 4. August 2007 an. 2010 setzte sich Peter Kurz erfolgreich für den Erhalt der Jobcenter ein. Am 14. Juni 2015 erhielt er im ersten Wahlgang der OB-Wahl 46,8 % der Stimmen und am 5. Juli 2015 wurde er im zweiten Wahlgang mit 52 % der Stimmen gegen Peter Rosenberger (CDU) für eine zweite Amtszeit wiedergewählt. Bei der Oberbürgermeisterwahl 2023 trat Peter Kurz nicht mehr an. Er schied am 3. August 2023 aus dem Amt. Zu seinem Nachfolger wurde Christian Specht (CDU) gewählt.
Im Dezember 2014 wurde Mannheim der Titel UNESCO City of Music verliehen. Die Bewerbung wurde insbesondere von Kurz vorangetrieben.
2018 wurde Kurz zum Präsidenten des Städtetags Baden-Württemberg und in das Präsidium des Städtetages Deutschland gewählt. Er bekleidete diese Ämter bis August 2023.

## Europäisches und internationales Engagement
Von April 2018 bis Januar 2020 vertrat Peter Kurz den Deutschen Städtetag im Europäischen Ausschuss der Regionen. Ab Januar 2020 war er stellvertretendes Mitglied.
Auf europäischer Ebene war Peter Kurz ab 2010 ebenso stellvertretendes Mitglied des Hauptausschusses der deutschen Sektion im Rat der Gemeinden und Regionen Europas. Der RGRE vertritt europaweit die Interessen von etwa 100.000 kommunale Gebietskörperschaften. Die internationale Arbeit des Rats der Gemeinden und Regionen Europas wird in den United Cities and Local Governments (UCLG) fortgesetzt. Hier war Peter Kurz als einer von fünf deutschen Kommunalvertretern Mitglied im World Council und als einer von zwei deutschen Bürgermeistern im Exekutivbüro.
Peter Kurz hat aktiv an der Gründung des Global Parliament of Mayors (GPM) im Jahr 2016 mitgewirkt und war bis November 2019 dessen Vize-Vorsitzender. Bei der Jahreshauptversammlung des GPM, die vom 9. bis 11. November 2019 im südafrikanischen Durban stattfand, wurde Peter Kurz zum Vorsitzenden (Chair) bestimmt und leitete dieses bis zum Ausscheiden aus dem Amt des Oberbürgermeisters. Das GPM ist eine globale Bewegung von Bürgermeistern, die sich für die Rechte von Städten und deren Bürgermeister – und das „Recht auf Stadt“ („Right to the City“) – einsetzt. Es ist Mitglied der Global Taskforce of Local and Regional Governments.
Vom 17. bis 20. Oktober 2016 nahm Peter Kurz an der HABITAT III Konferenz der Vereinten Nationen in Quito in Ecuador teil. Er hatte dort Gelegenheit, als einer von nur 40 Bürgermeistern aus der ganzen Welt, auf der World Assembly of Mayors, ein Statement abzugeben und ein Plädoyer für die Bedeutung der Städte zu halten.
Eine wichtige Rolle im internationalen Engagement spielen die Nachhaltigkeitsziele (Sustainable Development Goals, SDGs) der Vereinten Nationen, die in Mannheim durch das Leitbild Mannheim 2030 umgesetzt werden. Als erster deutscher Stadtvertreter hatte Peter Kurz im September 2019 beim Klima- und SDG-Gipfel in New York die Gelegenheit, ein sogenanntes „voluntary local review“ und damit die Strategien der Stadt Mannheim für die Umsetzung der SDG auf kommunaler Ebene vorzustellen. Bei diesem mehrtägigen Gipfel vertrat Peter Kurz auch die UCLG, das GPM und den RGRE.
Sowohl beim 9. World Urban Forum 2018 in Kuala Lumpur, Malaysia, als auch 10. World Urban Forum 2020 in Abu Dhabi, Vereinigte Arabische Emirate, das von UN-Habitat ausgerichtet wurde, trat Peter Kurz als Redner auf. Auch hier sprach er über die Strategien der Stadt Mannheim zur Umsetzung der Nachhaltigkeitsziele der UN auf kommunaler Ebene.
Am 14. September 2021 erhielt Peter Kurz den World Mayor International Award 2021. Der Preis wurde ihm unter anderem für sein Engagement zur Zusammenarbeit von Städten weltweit zuerkannt. Er habe verstanden, dass nur die Zusammenarbeit internationale Probleme lösen und Einfluss auf nationale Entwicklungen nehmen kann.

## Publikation (Auswahl)
- Gute Politik. Was wir brauchen. S. Fischer Verlag, Frankfurt am Main 2023, ISBN 978-3-10-397663-2.

## Aufsichtsratsmandate
Peter Kurz hatte den Aufsichtsratsvorsitz bei städtischen Töchtern und Beteiligungen, wie:
- MVV Energie
- MVV GmbH
- Klinikum Mannheim
- GBG – Mannheimer Wohnungsbaugesellschaft
- mannheimer gründungszentren gmbh
- Popakademie Baden-Württemberg (stv. Vorsitzender)

## Ehrenämter
- Mitglied des Vorstands des Städtetags Baden-Württemberg bis August 2023[23]
- Mitglied des Vorstands des Vereins „Zukunft Metropolregion Rhein-Neckar“ bis August 2023[24]
- Vorsitzender des Regionalforums ICE-Knoten Rhein-Neckar bis August 2023[25]

## Auszeichnungen
Im November 2010 wurde Peter Kurz von der UJA Federation New York die speziell für ihn angefertigte Auszeichnung „Star of David“ verliehen. Im September 2021 wurde ihm für seine Kooperation mit anderen Städten in der ganzen Welt der Internationale Weltbürgermeisterpreis (2021 World Mayor International Award) verliehen.

## Belege
1. 1 2  Lebenlauf von Peter Kurz. (PDF) In: staedtetag-bw.de. Abgerufen am 10. Juli 2022.
2. 1 2  Biografie von Oberbürgermeister Peter Kurz
3. ↑  Stefan Grönebaum: Peter Kurz (SPD) gewinnt OB-Wahl in Mannheim. In: vorwärts.de. 18. Juni 2007, abgerufen am 10. Juli 2023.
4. ↑  Eva Völpel: Oberbürgermeister über ALG II: "Auflösung der Argen ist Wahnsinn". In: die tageszeitung. 26. Januar 2010, abgerufen am 10. Juli 2023.
5. ↑  Johanna Eberhardt: OB-Wahl in Mannheim: Peter Kurz bleibt Oberbürgermeister, Stuttgarter Zeitung, 5. Juli 2015
6. ↑  Steffen Mack: Überraschende Entscheidung: Mannheimer OB Peter Kurz verzichtet auf weitere Amtszeit. In: mannheim-morgen.de. 6. November 2022, abgerufen am 10. Juli 2023.
7. ↑  Marten Kopf, Florian Römer: Christian Specht neuer Oberbürgermeister in Mannheim – das sagen die Kandidaten. In: mannheim24.de. 10. Juli 2023, abgerufen am 10. Juli 2023.
8. ↑  Mannheim ist UNESCO City of Music | Ausgabe: 6/15. In: nmz.de. Abgerufen am 1. Juni 2016.
9. ↑  OB Dr. Kurz neuer Städtetagspräsident. Stadt Mannheim, 25. Juni 2018
10. ↑  Oberbürgermeister Dr. Peter Kurz zum Mitglied des Europäischen Ausschusses der Regionen ernannt. Abgerufen am 18. Mai 2018.
11. ↑  UCLG. Abgerufen am 1. Februar 2020.
12. ↑  Peter Kurz: mayor of Mannheim, Germany. In: budapestforum.org. Abgerufen am 10. Juli 2023.
13. ↑  OB Dr. Kurz ist neuer Vorsitzender des GPM. Abgerufen am 11. November 2019.
14. ↑  Mayors Mannheim, Columbia, Hoima and Braga new Daily Board of the Global Parliament of Mayors. In: globalparliamentofmayors.org. Abgerufen am 10. Juli 2022 (englisch).
15. ↑  The Global Parliament of Mayors. In: mannheim.de. Abgerufen am 10. Juli 2022.
16. ↑  Global Parliament of Mayors now part of UCLG’s Global Taskforce of Local and Regional Governments. Juni 2018, abgerufen am 1. Februar 2020 (englisch).
17. ↑  OB Dr. Peter Kurz auf der Habitat III-Konferenz in Ecuador. Abgerufen am 21. Oktober 2016.
18. ↑  Leitbild 2030. Abgerufen am 14. März 2019.
19. ↑  OB Dr. Kurz bei den Vereinten Nationen. Abgerufen am 25. September 2019.
20. ↑  Stadt präsentiert das „Mannheimer Model zur Umsetzung der Agenda 2030 und New Urban Agenda“ beim World Urban Forum 9 in Kuala Lumpur. Abgerufen am 12. Februar 2018.
21. ↑  Erfolgreiche Mannheim-Präsentation beim World Urban Forum 10 in Abu Dhabi – Hohe Sichtbarkeit und Wertschätzung für die Aktivitäten der Stadt zur Erreichung der Nachhaltigkeitsziele. Abgerufen am 12. Februar 2020.
22. ↑  OB Dr. Peter Kurz mit Award ausgezeichnet. Abgerufen am 14. September 2021.
23. ↑  staedtetag-bw / Vorstand. In: staedtetag-bw.de. Städtetag Baden-Württemberg, abgerufen am 1. Juni 2016.
24. ↑  Der Vorstand. In: www.m-r-n.com. Abgerufen am 23. Oktober 2020.
25. ↑  Mannheim – Regionalforum ICE-Knoten Rhein-Neckar beschäftigt sich mit Korridorstudie. In: MRN-News – Metropolregion Rhein-Neckar News. 18. Juli 2014, abgerufen am 25. Mai 2016.
26. ↑  Bewegende Begegnungen in New York. In: mannheim.de. Abgerufen am 25. Mai 2016.
27. ↑  Mannheims OB Kurz erhält Internationalen Weltbürgermeisterpreis. In: swr.de. Abgerufen am 14. September 2021.

| Personendaten    | Personendaten                                                        |
| ---------------- | -------------------------------------------------------------------- |
| NAME             | Kurz, Peter                                                          |
| KURZBESCHREIBUNG | deutscher Jurist und Politiker (SPD), Oberbürgermeister von Mannheim |
| GEBURTSDATUM     | 6. November 1962                                                     |
| GEBURTSORT       | Mannheim                                                             |